# Akermania spinosa
Akermania spinosa is een pissebed uit de familie Armadillidae. De wetenschappelijke naam van de soort is voor het eerst geldig gepubliceerd in 1919 door Collinge.